# Marsilea macropoda
Marsilea macropoda är en klöverbräkenväxtart som beskrevs av George Engelmann och Addison Brown. Marsilea macropoda ingår i släktet Marsilea och familjen Marsileaceae. Inga underarter finns listade.